# ميغيل أكوستا مورينو
ميغيل أكوستا مورينو (بالإسبانية: Miguel Acosta Moreno)‏ (4 سبتمبر 1975 بمدينة مكسيكو في المكسيك - ) هو مدرب كرة قدم ولاعب كرة قدم مكسيكي في مركز الدفاع. لعب مع نادي غوادالاخارا ونادي نيكاكسا وتيبورونيس روخوس دي فيراكروز.

## وصلات خارجية
- ميغيل أكوستا مورينو على موقع الاتحاد الدولي (مؤرشف)  (الإنجليزية)
- ميغيل أكوستا مورينو على موقع قاعدة بيانات كرة القدم.إي يو (الإنجليزية)